# Eppie Wietzes
Eppie Wietzes (n. 28 mai 1938, Assen, Drenthe, Țările de Jos – d. 11 iunie 2020, Vaughan⁠(d), Ontario, Canada) a fost un pilot canadian de Formula 1 care a evoluat în Campionatul Mondial în 1967 și 1974.
1. 1 2 3   https://www.poleposition.ca/actualite/2020/06/11/deces-de-lontarien-eppie-wietzes-qui-a-dispute-deux-fois-le-gp-du-canada/ Lipsește sau este vid: |title= (ajutor)
2. ↑  Two-time F1 starter and 1981 Trans-Am champion Eppie Wietzes dies (în engleză)
3. ↑   https://database.motorsportmagazine.com/database/drivers/eppie-wietzes Lipsește sau este vid: |title= (ajutor)